# Lerista quadrivincula
Lerista quadrivincula är en ödleart som beskrevs av  Storr 1990. Lerista quadrivincula ingår i släktet Lerista och familjen skinkar. Inga underarter finns listade i Catalogue of Life.